# Gnadenbild vom Barmherzigen Jesus

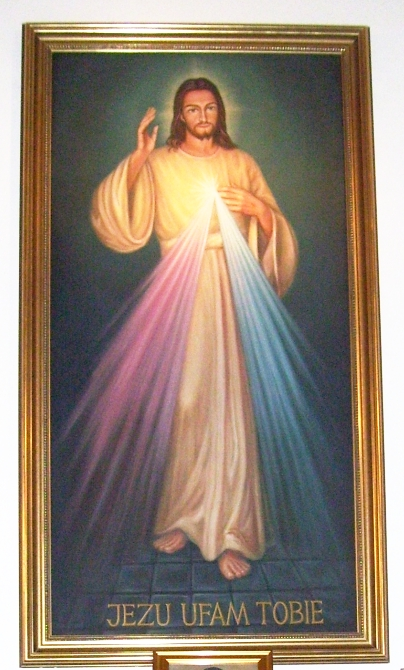
Vereinfachte Kopie des Jesusbildes von der Göttlichen Barmherzigkeit von Adolf Hyła über einem Seitenaltar in Łódź; Beschriftung: „Jezu ufam tobie – Jesus, ich vertraue auf dich“

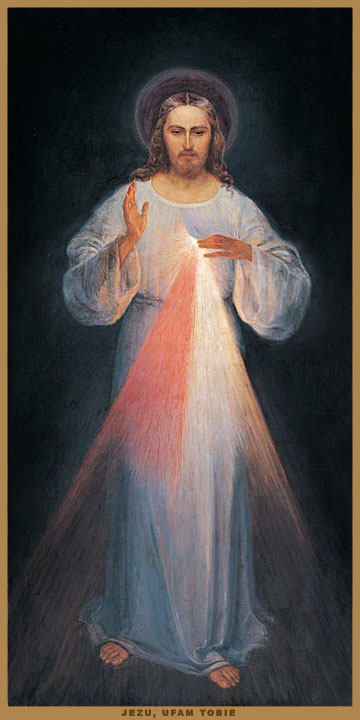
Das Bild von Eugeniusz Kazimirowski in Vilnius

Das Gnadenbild vom Barmherzigen Jesus oder kurz Der barmherzige Jesus (poln. Obraz Jezusa Miłosiernego) ist ein Gemälde, das Jesus Christus nach der Beschreibung der heiligen Faustyna Kowalska (1905–1938) darstellt. Ihre Vision wurde insgesamt dreimal künstlerisch umgesetzt, wobei das Bild von Adolf Hyła die größte Popularität erlangt hat und weltweit in ungezählten Kopien und Reproduktionen verbreitet ist.

## Vision
Sr. Faustyna, damals im Kloster ihres Ordens in Płock, beschreibt in einer Tagebucheintragung vom 22. Februar 1931 ihre Vision von Jesus, seinen Auftrag, die Vision in einem Bild festzuhalten, und sein Versprechen für alle, die dieses Bild verehren:
„Am Abend, als ich in der Zelle war, erblickte ich Jesus, den Herrn, in einem weißen Gewand. Eine Hand war zum Segnen erhoben, die andere berührte das Gewand auf der Brust. Von der Öffnung des Gewandes an der Brust gingen zwei große Strahlen aus, ein roter und ein blasser. Schweigend betrachtete ich den Herrn; meine Seele war von Furcht, aber auch von großer Freude durchdrungen. Nach einer Weile sagte Jesus zu mir: Male ein Bild, nach dem, das du siehst, mit der Unterschrift: Jesus, ich vertraue auf Dich. (…) Ich verspreche, daß jene Seele, die dieses Bild verehrt, nicht verlorengeht. Ich verspreche auch, hier schon auf Erden, den Sieg über Feinde, besonders in der Stunde des Todes.“
Verknüpft sind Vision und Auftrag mit dem Thema der in Jesus verkörperten göttlichen Barmherzigkeit, der auch ein eigenes kirchliches Fest gewidmet werden soll.
Die Vision ist eng verwandt mit der Herz-Jesu-Verehrung, deren Grundmotiv ebenfalls die aus dem geöffneten Herzen Jesu fließenden Gnadenströme von Blut und Wasser sind (Joh 19,34 ).

## Geschichte der Bilder

### Eugeniusz Kazimirowski
Sr. Faustyna versuchte zunächst, das Jesusbild selbst zu malen, wozu ihr jedoch die Voraussetzungen fehlten. In Płock wie auch nach ihrer Versetzung nach Warschau stieß sie mit ihrem Anliegen auf wenig Verständnis. Erst im Konvent von Vilnius fand sie 1933 in Michał Sopoćko einen Beichtvater, der ihre Vision und den damit verbundenen Auftrag ernst nahm. Er bat im Jahr 1934 den Kunstmaler Eugeniusz Kazimirowski, das Bild nach Sr. Faustynas Beschreibung zu malen. Diese fand die Schönheit ihrer Vision in dem fertigen Werk nur unvollkommen wiedergegeben, akzeptierte es aber später.
Sopoćko erreichte es, dass Kazimirowskis Bild während der Abschlussfeier des Heiligen Jahres 1933/34 drei Tage lang am Tor der Morgenröte in Vilnius ausgestellt wurde. Bald wurden kleine Kopien des Bildes hergestellt und verkauft.
Nach verschiedenen Zwischenstationen befindet sich Kazimirowskis Originalbild seit 2005 im Heiligtum der Göttlichen Barmherzigkeit in Vilnius.

### Stanisław Batowski
Sr. Faustynas Orden, die Schwestern der Muttergottes von der Barmherzigkeit, beauftragte seinerseits Ende der 1930er Jahre Stanisław Batowski mit der Anfertigung eines Bildes. Dessen daraufhin geschaffenes Gemälde wurde bei einem Brand zerstört. Ein zweites erreichte den Konvent gleichzeitig mit Adolf Hyłas Version, und Kardinal Sapieha, der gerade anwesend war, entschied für diese.

### Adolf Hyła
Der Kunstmaler Adolf Hyła bot 1943 den Schwestern des Konvents in Krakau-Łagiewniki, wo Sr. Faustyna 1938 verstorben war, als Votivgabe für die Bewahrung seiner Familie in den zurückliegenden Kriegsjahren die Anfertigung eines Altarbildes für ihre Kapelle an. Die Schwestern zeigten ihm eine Reproduktion von Kazimirowskis Darstellung des Barmherzigen Jesus und die Beschreibung in Sr. Faustynas Tagebuch. Auf dieser Grundlage schuf Hyła seine eigenständige Version. Nach einer ersten Fassung, die für die Kapelle der Schwestern zu groß war, malte er 1944 noch eine zweite, die heute im Heiligtum der Göttlichen Barmherzigkeit in Krakau-Łagiewniki hängt. Sie hatte ursprünglich einen floralen Hintergrund, der 1954 übermalt wurde. Dieses Bild hat sich, wohl auch wegen seiner im Vergleich zu Kazimirowski weniger „diskreten“, von vielen als „weichlich“ oder „weiblich“ empfundenen Darstellungsweise, in Kirchen und Wohnungen als das Jesusbild von der Göttlichen Barmherzigkeit durchgesetzt.

### Robert Skemp
Das dritte Bild, das an Popularität gewann, war das des amerikanischen Künstlers Robert Skemp. Er schuf es 1982 im Auftrag der Marienväter und stellte Jesus vor einem Torbogen mit einem Heiligenschein auf dem Kopf dar. Skemps Version ist neben der von Hyła das am häufigsten gesehene Bild der Barmherzigkeit Gottes auf den Philippinen.